# Guillaume Soulez
 (juin 2010).
Si vous disposez d'ouvrages ou d'articles de référence ou si vous connaissez des sites web de qualité traitant du thème abordé ici, merci de compléter l'article en donnant les références utiles à sa vérifiabilité et en les liant à la section « Notes et références ».
Guillaume Soulez est un chercheur en cinéma et audiovisuel, spécialiste des relations entre cinéma et espace public, de la parole à la télévision, de la réception du cinéma et de la télévision, de l’histoire de la télévision et des séries télévisées. Articulant ensemble l'analyse argumentative, la pragmatique et l'étude de la réception des films et documents audiovisuels, il propose une nouvelle méthode d'analyse : la "délibération des images",. Il développe cette méthode pour l'analyse de l'expérimentation audio-visuelle et l'étude de la "morphologie" des médias.

## Biographie
Guillaume Soulez est Professeur à l’Université Paris 3 - Sorbonne nouvelle, chercheur associé au CNRS à plusieurs reprises (Laboratoire Communication et Politique, Centre d'étude des mouvements sociaux-EHESS, puis Institut de Recherche sur les Sciences de la Communication).
Il a fondé, en 1989, l'association nationale des téléspectateurs "Les Pieds dans le Paf" (paysage audiovisuel français) et, en 1991, La Voix du regard, "revue sur les images modernes".
Il a codirigé jusqu'en 2024 la collection Champs Visuels des éditions L'Harmattan et dirige la revue Théorème des Presses de la Sorbonne Nouvelle.
Il est le chef de projet et le responsable scientifique de Pierre Schaeffer, site officiel, dont la première version a été mise en ligne le 17 juin 2025 à l'occasion de l'exposition Galaxie Schaeffer à la Maison de la Radio et de la Musique.
Après avoir dirigé le Département Cinéma et Audiovisuel de l'Université Paris 3 - Sorbonne nouvelle de 2014 à 2016, il a dirigé l'Institut de Recherche sur le Cinéma et l'Audiovisuel (IRCAV - EA 185) de l'Université Paris 3 - Sorbonne nouvelle de 2016 à 2021.

## Travaux
- Théorie du cinéma et de l'audiovisuel
- Analyse de film (cinéma, séries télévisées)
- Études de réception en cinéma et télévision
- Histoire de la télévision : Pierre Schaeffer et le Service de la Recherche de la RTF (puis ORTF)
- Rhétorique et argumentation pour l'étude du cinéma et des médias

Ouvrages personnels et ouvrages sous sa direction
- 2023 : Usages de l'interprétation, interprétations de l'usage, Théorème n°36, Presses Sorbonne Nouvelle (co-dir. avec Laurent Jullier).
- 2022 : L'èthos de rupture. De Diogène à Trump, Presses de la Sorbonne Nouvelle (co-dir. Ch. Guérin, J.-M. Leblanc, J.Pià-Comella).
- 2021 : Littérature et cinéma. La culture visuelle en partage, Peter Lang (co-direction Ludovic Cortade).
- 2018 : Le Cinéma éclaté. Formes et théorie, Cinémas n°29 (1), Université de Montréal.
- 2015 : Le Levain des médias. Forme, format, média, MEI n°39, L'Harmattan (co-direction avec Kira Kitsopanidou)

- 2011 : Quand le film nous parle. Rhétorique, cinéma, télévision, PUF.
- 2011 : Sérialité : Densités et singularités (dir.), Mise au Point no 3,
- 2009 : Penser la création audiovisuelle (codirection avec Emmanuelle André, François Jost & Jean-Luc Lioult), Publications universitaires de Provence, Aix-en-Provence.
- 2007 : Les raisons d'aimer... les séries télé, Hors-série Médiamorphoses (codirection avec Éric Maigret), Ina-Armand Colin.
- 2006 : Stendhal, le désir de cinéma[6] (avec Laurent Jullier), Séguier.
- 2003 : Télé-réalité : un débat mondial, Hors-série Médiamorphoses (codirection avec Guy Lochard), Ina-PUF.
- 2003 : Télévision et radio : états de la parole (direction d'ouvrage), Médiamorphoses no 7, Ina-PUF.
- 1999 : Penser, cadrer : le projet du cadre (direction d'ouvrage), Champs Visuels, no 12-13, L'Harmattan.

Articles principaux
- 2022 : "Animer le champ expérimental", in S. Denis (dir.), Des Mondes possibles. Le Service de la recherche et l'animation, INA Editions,
- 2020 : "Le moment du choix. Délibération, écriture de l'histoire et webdocumentaire historique", Revue française des sciences de l'information et de la communication, 2017, Design et Transmédia : le croisement des disciplines de SHS, 2017 (10),
- 2019 : "Genette, contre-enquête : Pragmatique, formes et diachronie de la voix narrative", in Communication & langages, n°202, Gérard Genette, théoricien de la communication ?, 202, pp.115-131.

- 2018 : "Dispositif, médium, média. Pour une analyse scalaire du « cinéma éclaté » avec Pierre Schaeffer", Cinémas n°29 (1), Université de Montréal.
- 2015 : "Du 'cinéma éclaté' au 'levain des médias' : rapports de formes", in MEI - Médiation et information, 2015, Le levain des médias. Forme, format, média, 2015 (39), pp.239-260

- 2013 : « La délibération des images. Vers une nouvelle pragmatique du cinéma et de l'audiovisuel », in Communication & Langages, no 176, juin 2013, pp. 3-32.
- 2011 : "La double répétition. Structure et matrice des séries télévisées", Mise au Point, n°3, 2011.
- 2007 : « L’acteur et son ombre, et l’Histoire. La Dernière Lettre de Frederick Wiseman », in Vincent Amiel, Jacqueline Nacache, Geneviève Sellier et Christian Viviani (dirs), L’acteur de cinéma : approches plurielles, Presses universitaires de Rennes, Rennes.
- 2006 : « Choc en retour. Les téléspectateurs et le 11 septembre 2001 », dans La terreur spectacle, Daniel Dayan (dir.), De Boeck, Bruxelles/Ina, Paris (première parution en 2002 dans Les Dossiers de l’audiovisuel no 104).
- 2005 : « Parole captée, parole capturée : de Pierre Schaeffer aux années 70 », dans Années 70. La télévision en jeu, François Jost (dir.), CNRS Éditions, Paris.
- 2005 : « L'effet-genre. Pratique et critique de la notion de genre au Service de la Recherche (1960-74) », in Raphaëlle Moine (dir.), Le cinéma français face au genre, Paris, Association Française de Recherche sur l'Histoire du Cinéma.
- 2004 : « Rhétorique, public et “manipulation” », in Hermès, no 38, Les sciences de l’information et de la communication. Entre science et professionnalisation, CNRS Éditions.
- 2004 : « "Nous sommes le public". Apports de la Rhétorique à l’analyse des Publics », in Réseaux, Figures du public, vol. XXII, no 126, Hermès Publications, Paris.
- 2002 : « Ethos, énonciation, média. Sémiotique de l’ethos », in Recherches en communication no 18, Louvain, Belgique.